# Carl Reininghaus
Carl Reininghaus, né Carl von Reininghaus à Graz (Autriche-Hongrie) le 11 février 1857 et mort à Vienne le 29 octobre 1929, est un industriel et un collectionneur d'œuvres d'art autrichien.

## Biographie
Issu d'une famille anoblie de riches industriels de Styrie et copropriétaire d'une importante brasserie, Carl Reininghaus compte parmi les plus grands collectionneurs d’art de la modernité autrichienne. Possédant une importante collection de toiles de Ferdinand Hodler, il soutient, parmi d’autres artistes, Egon Schiele et Gustav Klimt. C'est lui qui,  en en faisant l’acquisition, sauve la célèbre Frise Beethoven de Klimt de la destruction. 
Reininghaus est un défenseur de l’Avant-garde. Entre autres actions, il organise des expositions-concours dans lesquelles de jeunes artistes de son époque peuvent présenter leurs œuvres. Il protège de nombreux jeunes artistes encore inconnus. 
Alma Mahler fait partie du cercle de ses connaissances. C’est de la collection de Reininghaus que provient au départ le tableau d’Edvard Munch Nuit d’été sur la plage : Reininghaus l’a vendu en 1916 à l'architecte du Bauhaus Walter Gropius pour que celui-ci en fasse cadeau à Alma à l’occasion de la naissance de leur fille, Manon. Cette œuvre fait en 2007 l’objet d’un procès en restitution qui aboutit à sa restitution effective par la Galerie autrichienne.